# حسين جاسم
حسين جاسم (1944 - 24 أغسطس 2017 )، مغني كويتي. حصل على دبلوم معهد المعلمين شعبة الموسيقى 1967 كان مدرساً لمادة التربية الموسيقية لأكثر من 20 عامًا وترقى إلى أن أصبح مديراً في الفترة الممتدة بين 1994 و 2002 بدأ جاسم حياته الفنية عام1967 من خلال مشاركته الإيجابية في الأنشطة الفنية والموسيقية التي كانت تقام آنذاك في معهد المعلمين، ثم اتجه بعد ذلك إلى الإذاعة من دون تخطيط مسبق حيث شارك في أوبريت غنائي بعنوان المنبوذ قدِّم على خشبة مسرح معهد المعلمين عام 1967 بحضور وزير التربية آنذاك. ثم انطلق بعد ذلك كمطرب يقدّم الأغنية العاطفية والوطنية والدينية التي كان يعشقها، وأول أغنية له كانت بعنوان «يا إله الكون» من ألحان الفنان الراحل عبد الرؤوف إسماعيل الذي كان أستاذه في تلك الفترة، ما زالت الأغنية تذاع حتى الآن في المناسبات الدينية.

## أبو الموقه
اكتسب جاسم شهرة كبيرة من خلال أغنية «أبو الموقه» وهي الأغنية العاطفية التي أطلقت شهرته في الكويت وأرجاء الجزيرة العربية. كانت تذاع يومياً أكثر من مرة، خصوصاً في الإذاعة من خلال برامج الطلبات والبرامج المنوّعة.

## حكاية بحار
كان للأغنيات التي أداها جاسم من ألحان غنام الديكان وقعها على الجمهور وقوبلت باستحسان كبير ونالت الإعجاب، وذلك لحرصه على تطويعها في قوالب التراث الكويتي القديم مع الابتكار في الأسلوب وحداثة الكلمة واللحن المطوّر. كذلك تعتبر جهود الديكان في جمع التراث الموسيقي وإعادة تسجيله محاولات جيدة للغاية. من الأغنيات التراثية التي لحّنها الديكان وأداها جاسم، «حكاية بحار»، من كلمات الشاعر الغنائي الراحل خالد العياف، يقول مطلعها:
احنا والأيام والماضي الأصيل
والسفر والغوص والدرب الطويل
كم تسامرنا على سطح السفينة
كم تحدثنا عن اليوم الجميل
السفينة والسما والبحر
كل هذا ما نفكر بالخطر

## حلفت عمري
من الأغنيات العاطفية الأخرى التي غناها جاسم ولاقت صدى واسعاً أغنية «حلفت عمري» التي كتبها الشاعر الغنائي الفنان ماجد سلطان ولحّنها القدير يوسف المهنا. يعود نجاحها إلى أنها اعتمدت الصدق في الكلمة واللحن والأداء، ناهيك عن أنها تعكس قصة واقعية يمكن لأي إنسان أن يمر فيها، وعلى الرغم من أنها أُطلقت قبل ثلاثين سنة، إلا أن نجاحها ما زال مستمراً، وقد صورت بالألوان بعد تحرير الكويت كي يشاهدها الجمهور عبر الشاشة الصغيرة.

## الاعتزال والعودة
أعلن جاسم عام 1974 توقّفه عن الغناء نهائياً، بعد أن أثرى المكتبة الموسيقية والغنائية بأجمل الأغنيات، وأرجع ذلك إلى أسباب كثيرة منها: اللحن الرخيص والكلمة المبتذلة و{عدم وجود الملحن الذي يفهمني جيداً»، وكان آخر لحن سجّله في إذاعة الكويت قبل اعتزاله أغنية بعنوان «خلي حسين» من ألحان عبد الرحمن البعيجان. بعد تحرير الكويت، قرر العودة إلى الغناء مجدداً من خلال مجموعة من الأغنيات الوطنية منها: «هلت أعياد النصر يا كويت» من ألحان البعيجان أيضا. كذلك قدّم أغنيتين عن الأسرى، ثم أعاد تصوير بعض أغنياته العاطفية المعروفة، واعتبرت الصحافة آنذاك عودته إلى الغناء حدثاً سعيداً وأجرت معه لقاءات عدة، بعدها شارك جاسم في أوبريت «القادة» بمناسبة انعقاد مؤتمر «قمة قادة دول مجلس التعاون الخليجي» في دولة الكويت عام 1991 وأوبريت «سلاحي كلمة الحق»، من إنتاج إذاعة البرنامج الثاني وقدِّم على مسرح حمد بن يوسف الرومي في الإذاعة وصور تلفزيونياً.

## من أغنياته
«شوصف فيك»
كلمات الشيخ خليفة العبد الله الصباح
ألحان عبد الرحمن البعيجان
شوصف فيك شخللي منك / طيبة قلبك وضحكة سنك
وإلا شعرك يا حبيبي / اللي غطى كل ما منك
قلبي غنى في جمالك / أتغزل في هواك
ما هتف بسم بدالك / أو تناساك ونساك
أنت أيامي الجميلة / من أشوفك زال همي
وارفع إيدي للإله / أطلبه يخليك يمّي
ما تفرقنا الوشاة / أنت أيامي الجميلة
«أبو الموقه»
تلحين عبد الرحمن البعيجان
تأليف جاسم الشهاب
أيا غالي يابو الموقه / نسيت الحب وحقوقه
نسيت العهد والإيمان / وقلبي زايد بشوقه
سحرت القلب بعيونك / شغلت الفكر بفنونك
وكل الناس يحبونك / علامك طالع بسوقه
أنا مدري شجرى مني / تولعني وتصدعني
تجافيني ولا كني / أحب وروحي محروقه
هلي والناس يلوموني / واصبر قلبي وعيوني
عسى خلي ومظنوني / يخلي عنه الموقه»
الموقه: كلمة كويتية قديمة تعني الخيلاء والكبرياء.
«حلفت عمري»
كلمات ماجد سلطان
ألحان يوسف المهنا
حلفت عمري ما أشوف صورة / ملامح فيها من رسمك
حلفت أني ما أفتح يوم / كتاب يحمل معاني اسمك
وبامسح كل رسالة حب / ولا أخلي أثر في القلب
ولا أخلي أثر في القلب أبدا منك
حلفت أحرق بنار الحب / كل ذكرى تناديني
وكل كلمة أحس أنها / في بعدي لك تواسيني
وكل صورة تذكرني بهواك وإلا تصحيني
وبحرق كل صورة حب / ولا أخلي أثر بالقلب أبد منك
خلاص حتى المكان اللي / نزوره وانتنادم فيه
حلفت عمري ما أزوره يوم ولا حتى أفكر فيه
ولا أمشي في شارع يوم / أنا وياك مشينا فيه
بحرق كل صورة حب / ولا أخلي أثر بالقلب
ولا أخلي أثر بالقلب أبد منك

## من أقواله
• «لحظات الغروب تبهرني وتخدّر إحساسي وتوقظ في نفسي مشاعر قديمة».
• «أنا على استعداد دائماً وفي أي وقت للمشاركة في المناسبات الوطنية، وقد قمت بذلك وغنيت للوطن والأسرى».
• «هناك أغنيات شبابية جميلة جداً يطرب لها من يسمعها، وثمة أغنيات خفيفة تمر وتختفي».
• «غنيت أغاني سريعة، لكنها معتمدة على فنون التراث، وهذه التي بقيت في ذاكرة الناس، وما زالت قريبة إليّ مثل: الفرحة طابت، يا ناعم العود، شدة العربان، يا معيريس... وغيرها من الأغنيات الخفيفة».
• «أطرب إلى الأغنيات المغنّاة بالشعر الفصيح، والألحان الأصيلة الباقية، ربما لأني غنيت في مرحلة فنية ثرية بالغناء الأصيل القوي، وما زلت أطرب لأغنيات تلك المرحلة».
• «ثمة أغنيات جديدة عدة تظهر هنا وهناك يوميا من قبل بعض الفنانين الشباب، لكنها تتلاشى بسرعة بسبب ضعف معانيها وألحانها لذلك أتحاشى مثل تلك الأعمال وأتبع أسلوباً خاصاً في الاختيار للحفاظ على الأصالة».
• «عندما أجد لحناً وطنياً أو دينياً جيداً يمكنني أن أفكر فيه، لكن رغبتي الحقيقية هي التعامل مع القدماء».
• «فضّل الأغنية ذات الإيقاع الهادئ، ولا أرغب في الإيقاع السريع، وأحب الأغنية الجيدة لحناً وإيقاعاً وكلمات».
• «سابقا لم يكن هناك في المدارس أي نشاط كالمسابقات مثلا، أما الآن فالأمور تغيرت وأصبحت المسابقات موجودة على مستوى المناطق، وذلك يشجع على فرض المقطوعات والأناشيد التي يشدو بها الطلبة وتغرس في نفوسهم القيم، كحب الوطن والوالدين، وهذا بحدّ ذاته تطوّر وانتقال».
• «أغنية الطفل التي تقدَّم الآن يغلب عليها جانب التسلية وأهدافها غير واضحة، ومن الواجب على من يعد أغنية للأطفال أن يتعايش مع مرحلة الطفولة، كي يخرج بعمل يمتع الطفل وينمّي أحاسيسه، وهذا للأسف غير موجود، بالإضافة إلى أن الأداء يجب أن يكون بصوت الأطفال كي يتعايشوا معه وليس بصوت الكبار».
• «أنصح الفنان بالزواج لأنه إذا وفِّق بزوجة مثالية ستضفي على حياته جواً يجعله معطاء لفنه. للأسف أن البعض يظن أن زواج الفنان معناه ضياع جمهوره».